# باروت (فیلم ۱۹۷۶)
باروت (به هندی: Barood) فیلمی محصول سال ۱۹۷۶ و به کارگردانی پرامود چاکراوورتی است. در این فیلم بازیگرانی همچون ریشی کاپور، رینا روی، شوما آناند، آشوک کومار، پریم چوپرا، آسرانی، هما مالینی و درمندرا ایفای نقش کرده‌اند.